# Militärischer Leistungsausweis

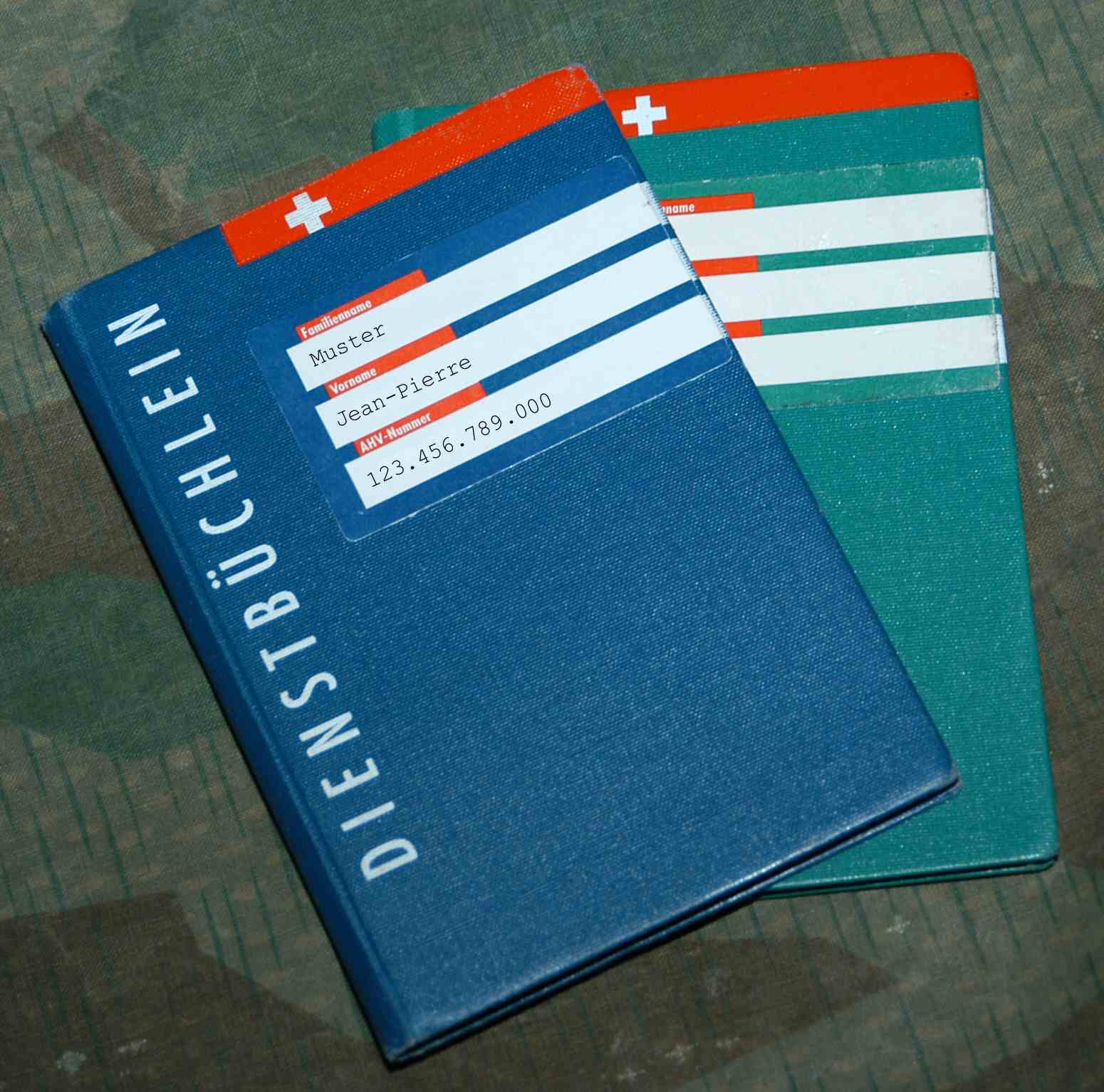
Blaues Dienstbüchlein sowie grüner militärischer Leistungsausweis.

Der militärische Leistungsausweis (MLA) ist zusammen mit dem Dienstbüchlein einer der beiden Ausweise, welche einen Schweizer Angehöriger der Armee (AdA) während seiner gesamten Dienstzeit begleiten.
Während das Dienstbüchlein die militärischen Daten beinhaltet, konzentriert sich der militärische Leistungsausweis auf die erreichten militärischen Leistungen.

## Aufbau des militärischen Leistungsausweises
- Umschlagseite mit Familienname, Vorname und AHV-Nummer;
- braune Seiten mit vordienstlichen Ausbildungskursen (Jungschützenkurs, Pontonierkurs, Funkerkurs, Erste-Hilfekurs usw.);
- braune Seiten mit ausserdienstlichen Leiterkursen (Jungschützenleiter- und Schützenmeisterkurs, Übungsleiterkurs usw.);
- grüne Seiten mit Eintragungen über das Schiessen mit Sturmgewehr und Pistole (Wettschiessen in Rekrutenschulen, obligatorisches Schiessen, Feldschiessen usw.);
- graue Seiten mit Eintragungen über Schiessen mit Korpswaffen und Simulatoren sowie Handgranatenwerfen im Ausbildungsdienst;
- rote Seiten, welche Ausserdienstliche Wettkämpfe und Kurse bescheinigen (Armeemeisterschaften, Wettkämpfe des CISM, Waffenläufe, Märsche, Radrennen, Pontonierwettkämpfe usw.).